# Мирний (Гомельський район)
Мирний (біл. Мірны; до 23 травня 1962 року — Сталіно; біл. Сталіна) — селище в Довголіській сільраді Гомельського району Гомельської області Білорусі.

## Географія

### Розташування
У 10 км від залізничної станції Прибор (на лінії Калинковичі — Гомель), 20 км на південний захід від Гомеля.

## Гідрографія
На сході меліоративні канали, з'єднані з річкою Сож (притока річки Дніпро).

## Транспортна мережа
Поруч автодорога Михальки — Калинковичі — Гомель. 
Планування складається з короткої прямолінійної вулиці, орієнтованої з південного сходу на північний захід і забудованої дерев'яними будинками садибного типу.

## Історія
Засноване в 1920-х роках на колишніх поміщицьких землях переселенцями з сусідніх сіл. 
У 1931 році жителі вступили в колгосп. Під час німецько-радянської війни 4 жителі загинули на фронті. У складі радгоспу «Мирний» (центр — село Михальки).

## Населення

### Чисельність
- 2004 — 28 господарств, 64 жителі.